# Loggetta de Sansovino
La Loggetta de Sansovino est un petit bâtiment richement décoré, conçu comme un arc de triomphe pour accueillir les patriciens vénitiens sur le point d'entrer dans les bureaux du gouvernement situés à la base du campanile de la place Saint-Marc, à Venise, en Italie. 
Construit par Jacopo Sansovino entre 1538 et 1546,, il servit à plusieurs reprises de lieu de rassemblement pour les nobles et pour les réunions des procureurs de Saint-Marc, fonctionnaires vénitiens responsables principalement de l'administration du trésor de la basilique Saint-Marc et des bâtiments publics situés autour de la place Saint-Marc.
En raison de son emplacement juste en face de la Porta della Carta, l'entrée principale du palais des Doges, la  loggetta est également utilisée à partir de 1569 comme poste de garde pour assurer la sécurité des nobles assemblés lors des réunions du Grand Conseil: trois des procureurs doivent être présents, aidés par une escadre armée d'Arsenalotti, les ouvriers des chantiers navals du gouvernement, afin de contrer tout assaut populaire et de contrer tout incendie. À partir de 1734, c'est également le site de paiement des billets gagnants à la loterie publique.
En grande partie détruite lors de l'effondrement du campanile en 1902, elle a été reconstruite en utilisant les matériaux d'origine qui pouvaient être récupérés, soit environ la moitié du bâtiment actuel. Dans le même temps, les côtés, qui avaient été laissés dans leur brique ordinaire d'origine; comme les appentis qui leur étaient adossés, ont été reconstruits dans le style de la façade principale. Aujourd'hui, le bâtiment abrite l'entrée de l'ascenseur de la tour du clocher.

## Contexte historique

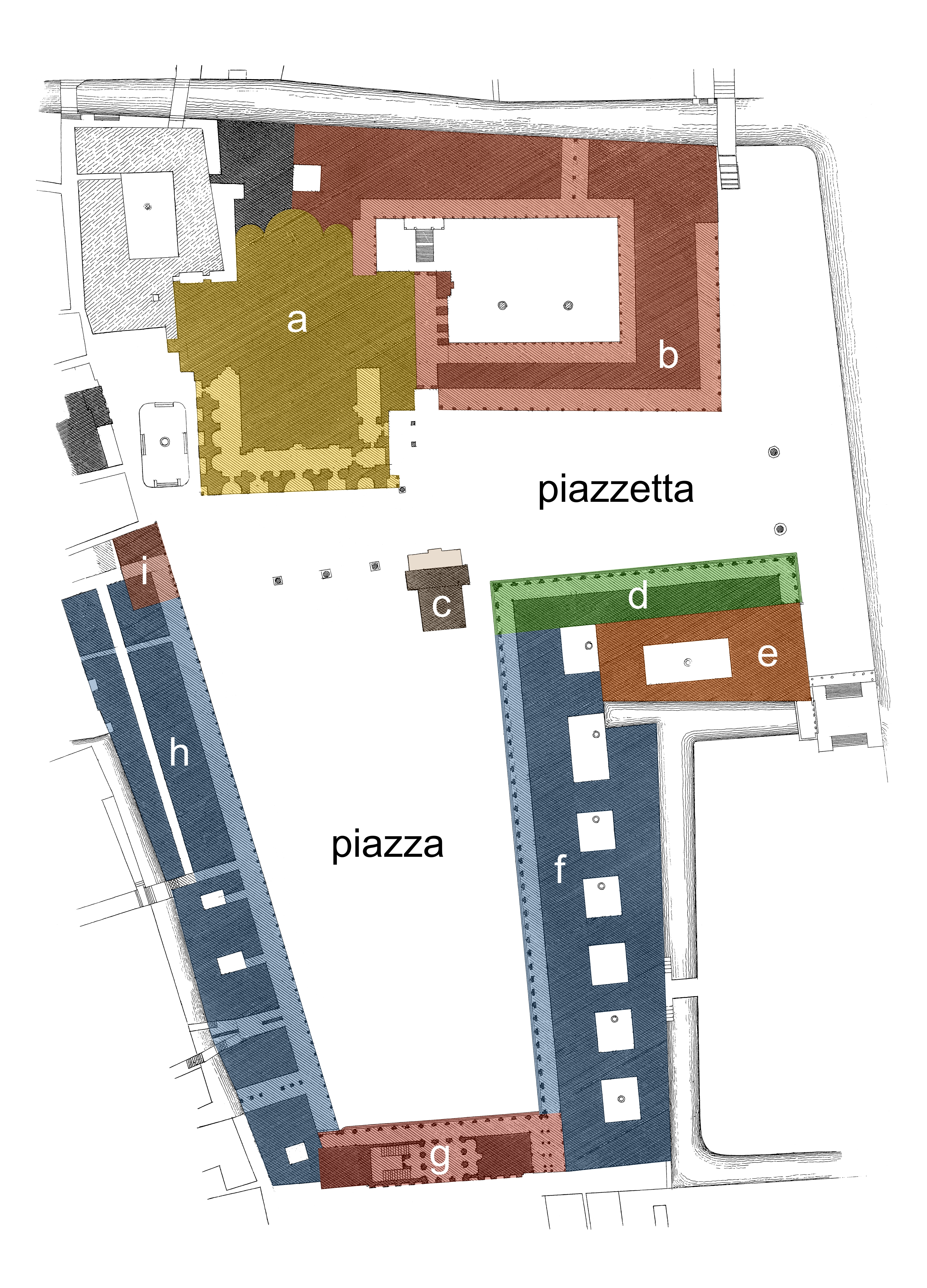
Plan de la place Saint-Marc : la Logetta se trouve au point C.

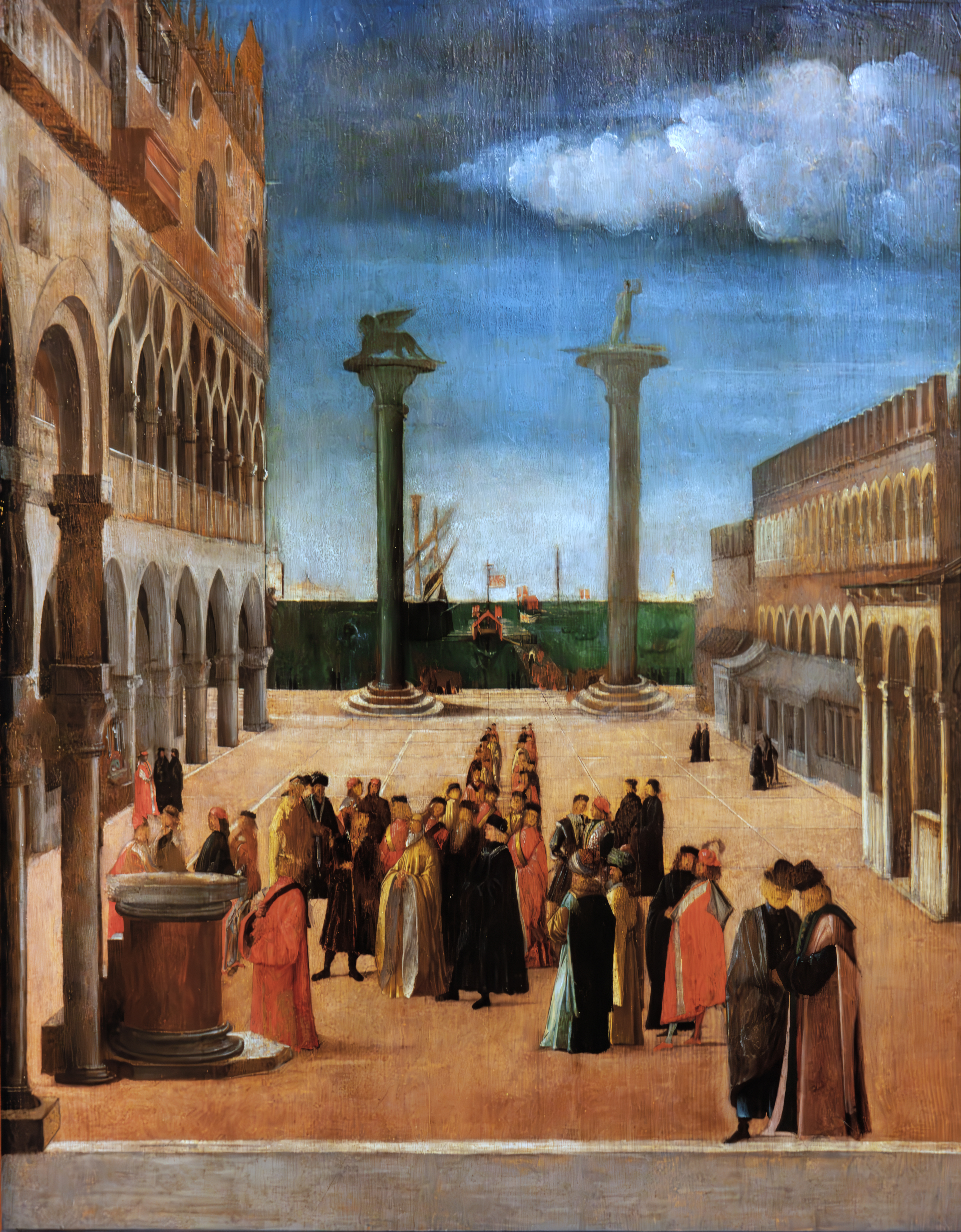
Lazzaro Bastiani (attribué), La Piazzetta de Saint-Marc (vers 1487), Venise, Musée Correr.

Des galeries extérieures couvertes, les loggias, destinées à être des lieux de rassemblement publics, sont habituellement construites à Venise contre les façades d'églises, comme par exemple à San Giacomo di Rialto ou San Nicolò dei Mendicoli. Une structure similaire existe également au Palazzo dei Camerlenghi au Rialto, lieu situé au cœur commercial de la cité où les nobles se retrouvent pour discuter affaires. Ornée de cartes et de peintures, cette structure, visible dans Le Miracle de la relique de la Croix au pont du Rialto de Vittore Carpaccio (vers 1496) et dans la vue panoramique de Venise de Jacopo de Barbari (1500), n'a pas été reconstruite après l'incendie qui a dévasté le marché du Rialto en 1514.
De la fin du XIIIe  à la seconde moitié du XVIIe siècle, une loggia existe également sur la place Saint-Marc, lieu de rassemblement des nobles lorsqu'ils viennent sur la place pour traiter des affaires gouvernementales. Bien qu'elle soit rattachée à l'église San Basso, elle relève de la compétence des supra procureurs de Saint-Marc qui sont spécifiquement responsables des édifices publics bâtis autour de la place.
Au XVe siècle, les procureurs érigent une seconde loggia, attachée au campanile. Visible dans La Piazzetta di San Marco (vers 1487), attribuée à Lazzaro Bastiani, c'était une structure en bois partiellement fermée, qui consistait en une triple arcade soutenue par quatre colonnes de pierre. Au fil du temps, elle a été endommagée à plusieurs reprises par la chute de maçonnerie provenant du campanile à la suite d'une tempête et d'un tremblement de terre, mais a été réparée après chaque incident. Cependant, lorsque la foudre frappe le campanile le 11 août 1537 et que la loggia en dessous est de nouveau endommagée, la décision est prise de reconstruire complètement la structure. La commande est confiée au sculpteur et architecte Jacopo Sansovino, le proto (architecte consultant et directeur des bâtiments) des supra procureurs de Saint-Marc.

## Bâtiment

### Construction

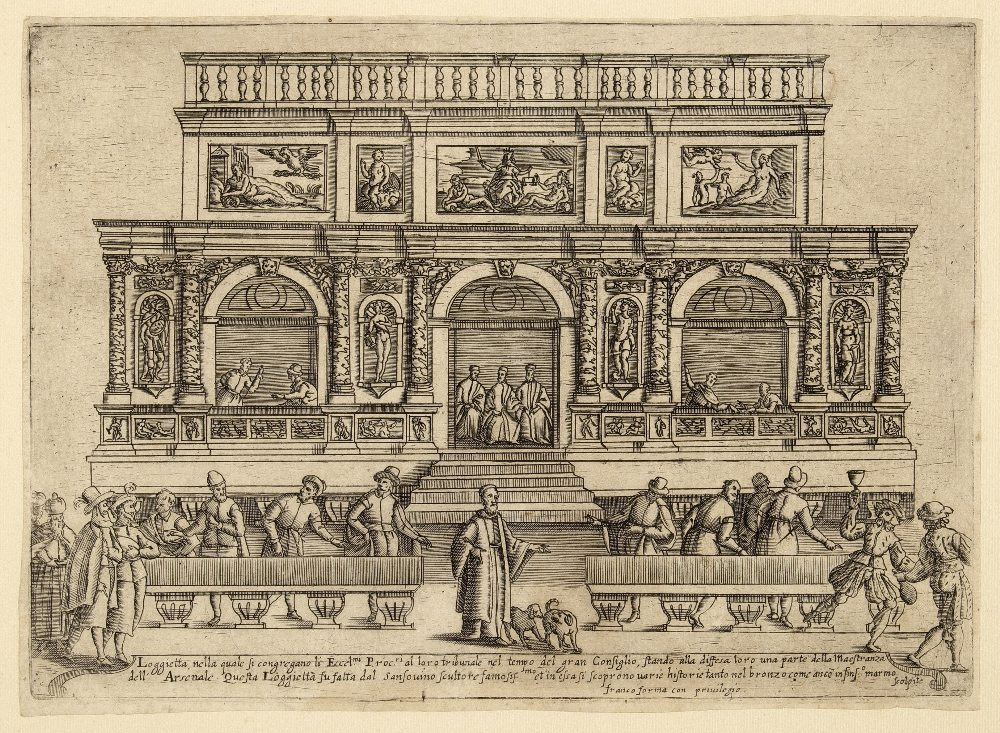
Gravure de la Loggetta. Source: Giacomo Franco, Habiti d'huomeni et donne venetiane, 1610, Venise.

La construction de la loggetta fait partie de la renovatio urbis, le programme de rénovation architecturale, commencé sous le Doge Andrea Gritti, qui vise à réaffirmer le prestige international de Venise après la défaite à Agnadello pendant la guerre de la Ligue de Cambrai et la paix de Bologne qui a sanctionné l'hégémonie des Habsbourg sur la péninsule italienne à la fin de la guerre de la Ligue de Cognac. Cela permet la transformation de la place Saint-Marc qui, d'un centre-ville médiéval désuet avec des vendeurs de nourriture, des changeurs de monnaie et même des latrines, devient un imposant forum public inspiré de la Rome antique. La loggetta prend modèle de l'architecture d'anciens arcs de triomphe et est conçue comme une toile de fond monumentale qui donne un sentiment de grandeur aux cérémonies publiques. De nombreux éléments architecturaux clés, dont les colonnes jumelées et les niches avec des statues, ont déjà été utilisés par Sansovino pour les arches en bois temporaires qu'il avait conçues et érigées à Florence en 1514 pour la cérémonie d'entrée du pape Léon X dans la ville,,.
Bien que la petite structure en brique soit rapidement érigée entre 1538 et 1540, en partie avec les matériaux de construction récupérés de l'ancienne église San Francesco della Vigna, des discussions concernant l'ampleur du programme architectural global qui comprend la bibliothèque et les dépenses correspondantes, dépendant des coffres des supra procureurs de Saint-Marc, conduisent à une brève suspension des travaux et à la décision de simplifier la conception en conservant la brique des murs latéraux. Les côtés sont cependant partiellement occultés lorsque les appentis autour du campanile sont prolongés le long des côtés de la loggetta afin de fournir une source supplémentaire de revenus locatifs aux procureurs. Les travaux reprennent et en janvier 1541, la structure de base est terminée par l'érection du toit en plomb.

### Architecture
L'Arc de Constantin à Rome, qui a trois arcs proéminents alternant avec des colonnes en saillie qui sont affichées comme des trophées sur de hauts piédestaux, est probablement le modèle principal de la loggetta. La conception des niches avec des statues placées entre des colonnes appariées peut également s'inspirer de celle de Donato Bramante pour le paravent de marbre de la Sainte Maison de Lorette, mais le choix spécifique de chapiteaux composites, combiné à une frise bombée convexe, est probablement inspiré du tombeau du pape Adrien VI à l'église Santa Maria dell'Anima.

### Matériaux
Compte tenu de sa petite taille, la loggetta a coûté la somme considérable de 4 258 ducats et 14 grossi en raison du somptueux parement en pierre,. Le riche effet polychromatique, obtenu en employant des pierres rares et de marbres onéreux, rappelle l’intérieur du Panthéon, la chapelle Chigi de Raphaël à l'église Santa Maria del Popolo commencée vers 1512 et celle de la tombe du pape Adrien VI à l'église Santa Maria dell'Anima (1523-1530) de Baldassarre Peruzzi, constructions probablement connues de Sansovino après son deuxième séjour à Rome (1516-1527).

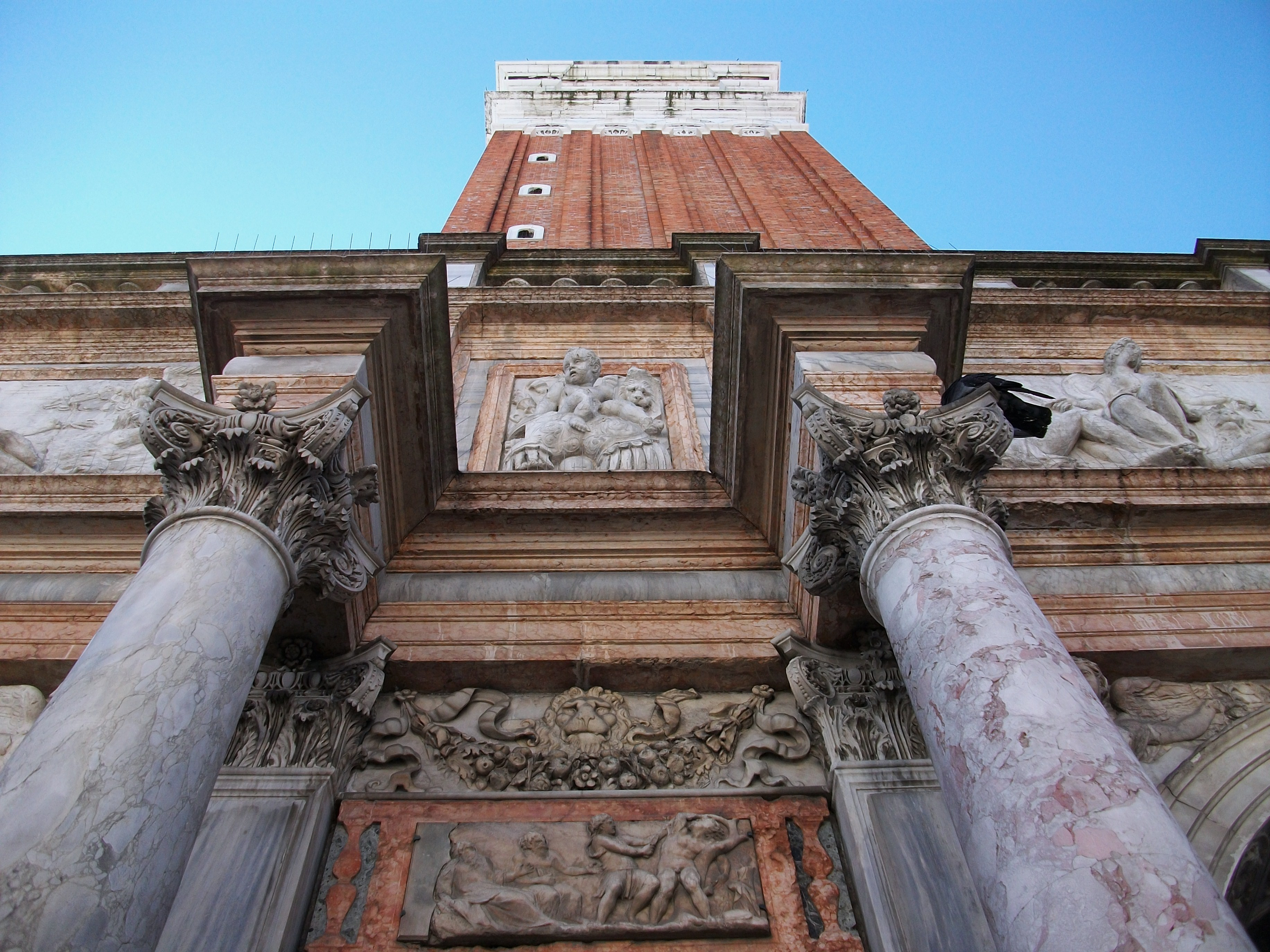
Détail de la façade polychrome montrant des brèches orientales, des marbres de Vérone et de Carrare, du calcaire d'Istrie et du lapis lacedaemonius de Grèce.

Le marbre rouge de Vérone disponible localement est utilisé pour une grande partie de la structure: les corniches, la balustrade couronnée, les panneaux à l'intérieur des niches et les cadres des reliefs supérieurs. La balustrade contient également des ammolites opalescentes de la vallée de San Vitale près de Vérone, réputée pour ses coquilles de mollusques fossilisées. La pierre d'Istrie blanche est utilisée pour les sculptures en relief. Les colonnes antiques authentiques, dont trois seulement ont survécu à l'effondrement du campanile en 1902, sont faites de brèches d'Asie et d'Afrique et sont positionnées de sorte que la couleur et la texture des fragments angulaires de roches préexistantes dans la pierre deviennent progressivement plus prononcées vers les colonnes centrales. Les lésènes derrière les colonnes, la frise bombée convexe de l'entablement principal et les chapiteaux sont en marbre blanc de Carrare veiné de gris. Un précieux lapis lacedaimonius vert foncé (verde antico), que l'on trouve exclusivement dans le Péloponnèse, est employé autour des niches,.

### Sculpture

#### Statues
La combinaison de marbres polychromes et de bronze rappelle également la chapelle Chigi de Raphaël, mais dans la loggetta, le bronze est le plus présent car utilisé pour la fabrication des quatre grandes statues. Celles-ci ont été conçues par Sansovino à partir d'un programme allégorique conçu par le procur(at)eur de Saint-Marc Antonio Cappello (it) dans l'intention de glorifier la république de Venise et d'en exalter ses vertus dans un espace public. Le fils de l'architecte, Francesco Sansovino, précise la signification des statues dans L'Arte oratoria secondo i modi della lingua volgare (1546) et Venetia, città nobilissima et singolare (1581), précisant dans cette dernière publication qu'il en a obtenu l'explication directement de son père.

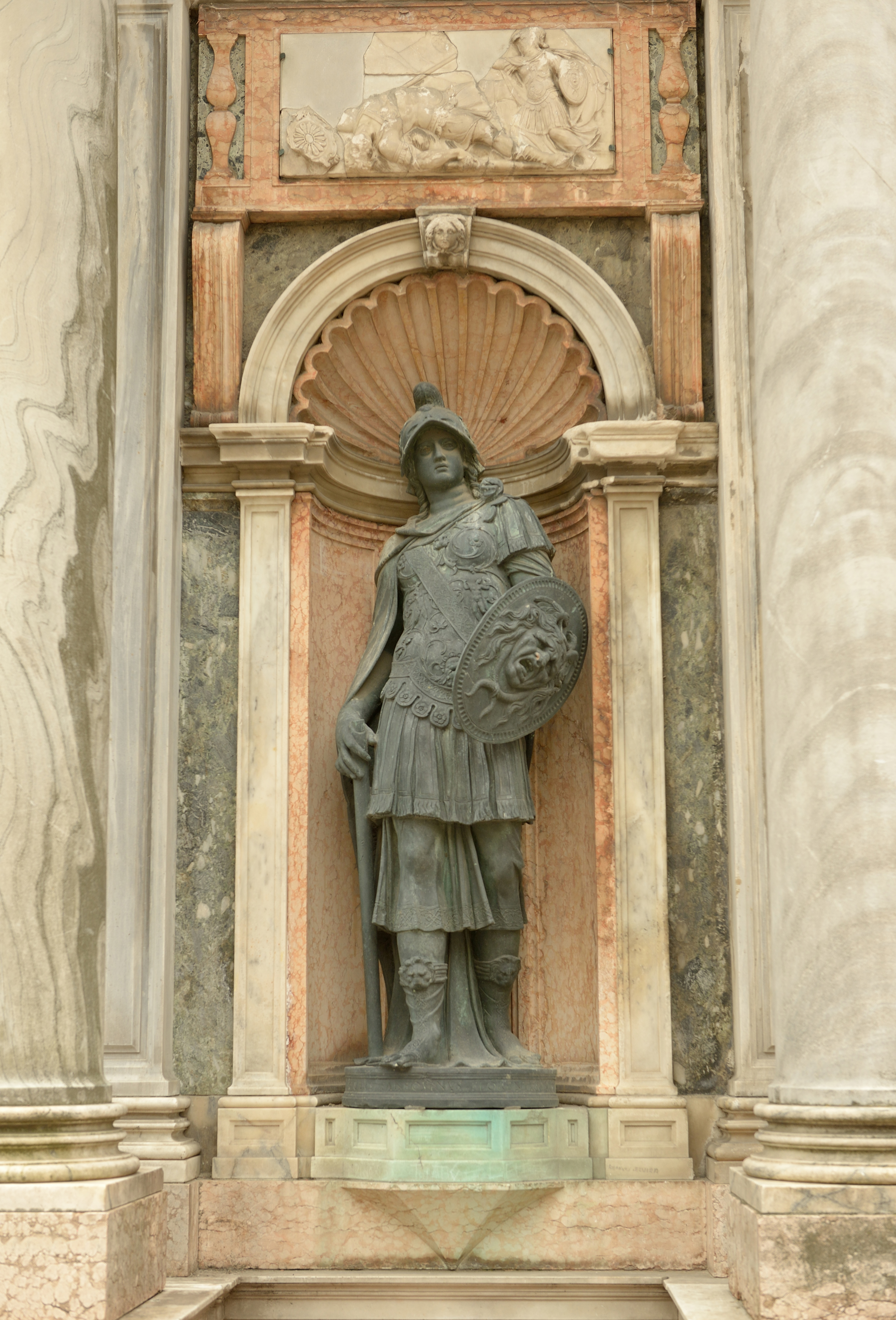
Minerve.
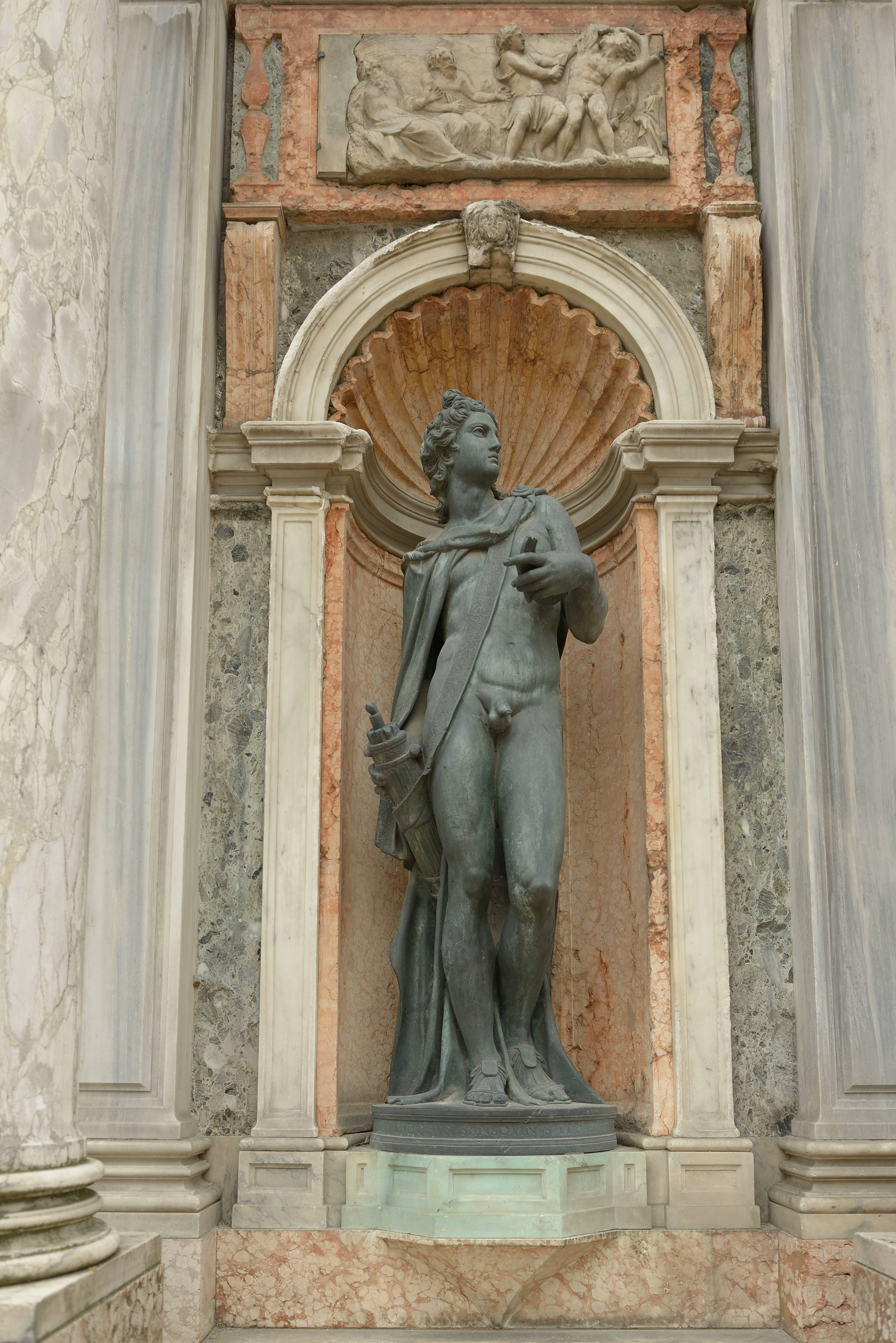
Apollon.
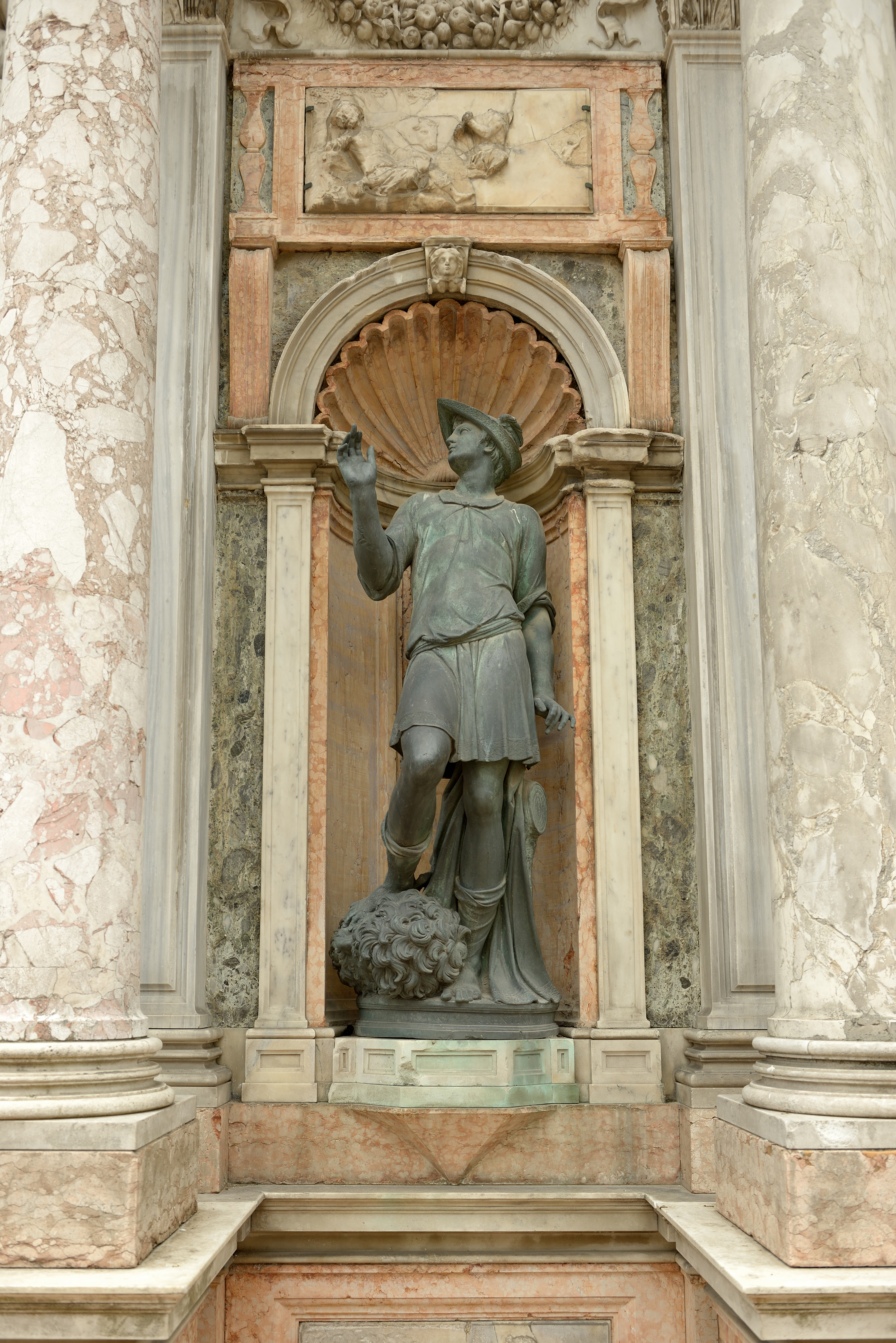
Mercure.
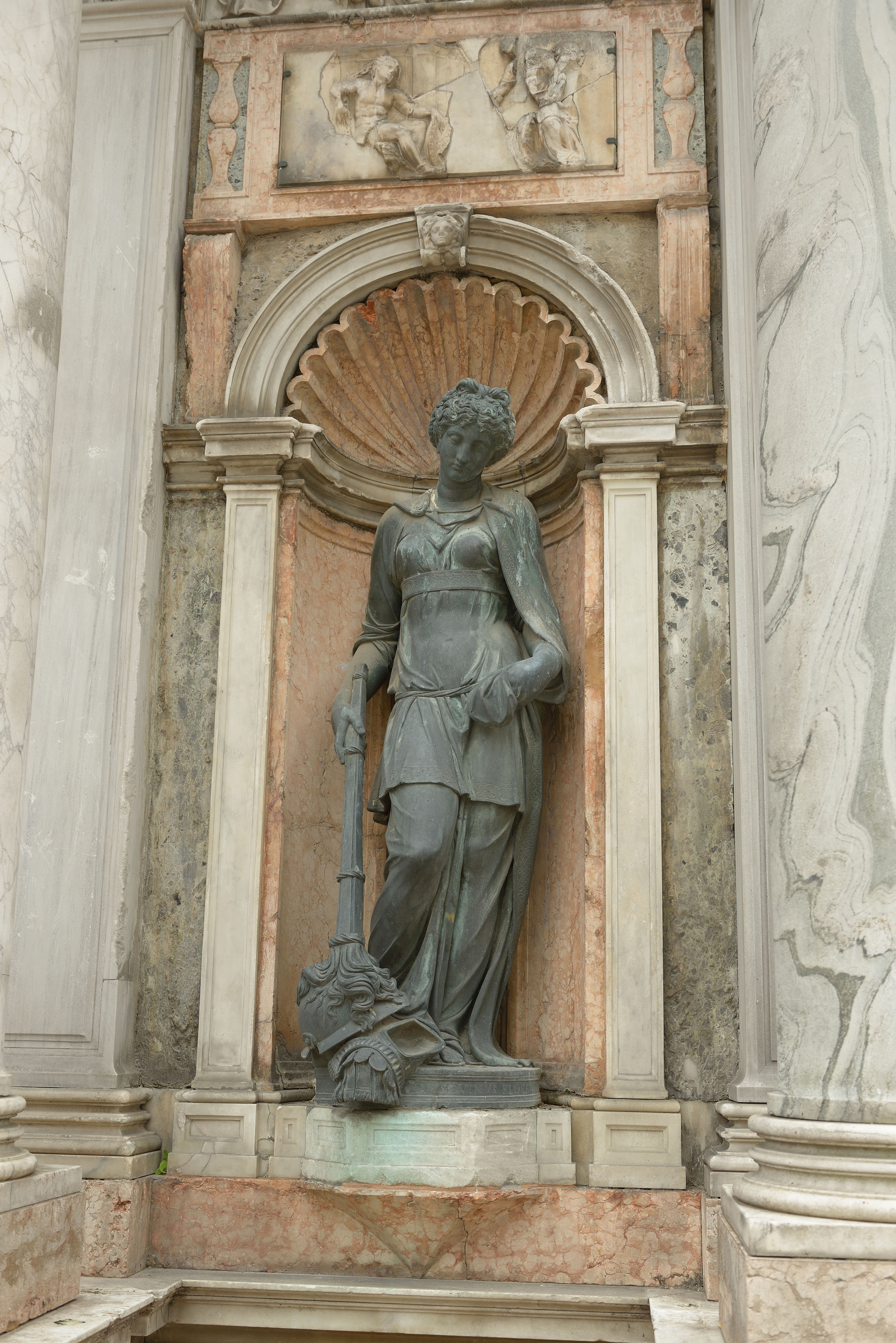
Pax.

Minerve, la déesse de la sagesse, représente la sagesse incarnée par le Sénat vénitien et par les ancêtres qui ont fondé la République. Elle porte un casque et tient un bouclier avec la gorgone.
Apollon, en tant que seul (Sole) dieu du soleil, allégorise le caractère unique de la République et de son gouvernement. De plus, en tant que dieu de la musique, il fait allusion à la parfaite harmonie constitutionnelle entre les différents conseils et magistrats qui assure la stabilité et la longévité de l'État. II est représenté avec un carquois et des flèches, symboles des rayons solaires. La lyre a aujourd'hui disparu de sa main gauche.
Mercure, le dieu de l'éloquence, souligne que les décisions sages et prudentes de Venise sont exprimées avec éloquence par les nobles. Le dieu est représenté avec la tête coupée d'Argos à ses pieds. Le caducée a disparu de sa main droite.
Pax représente la paix, aimée de la République, qui assure sa grandeur. La statue de la déesse la montre en train d'éteindre sa torche sur l'armure qui est déposée à ses pieds,,.

#### Reliefs
Les trois reliefs attiques sont l'œuvre des collaborateurs de Sansovino, Danese Cattaneo et Tiziano Aspetti. Ils symbolisent Venise et ses principales dépendances, la Crète et Chypre,.

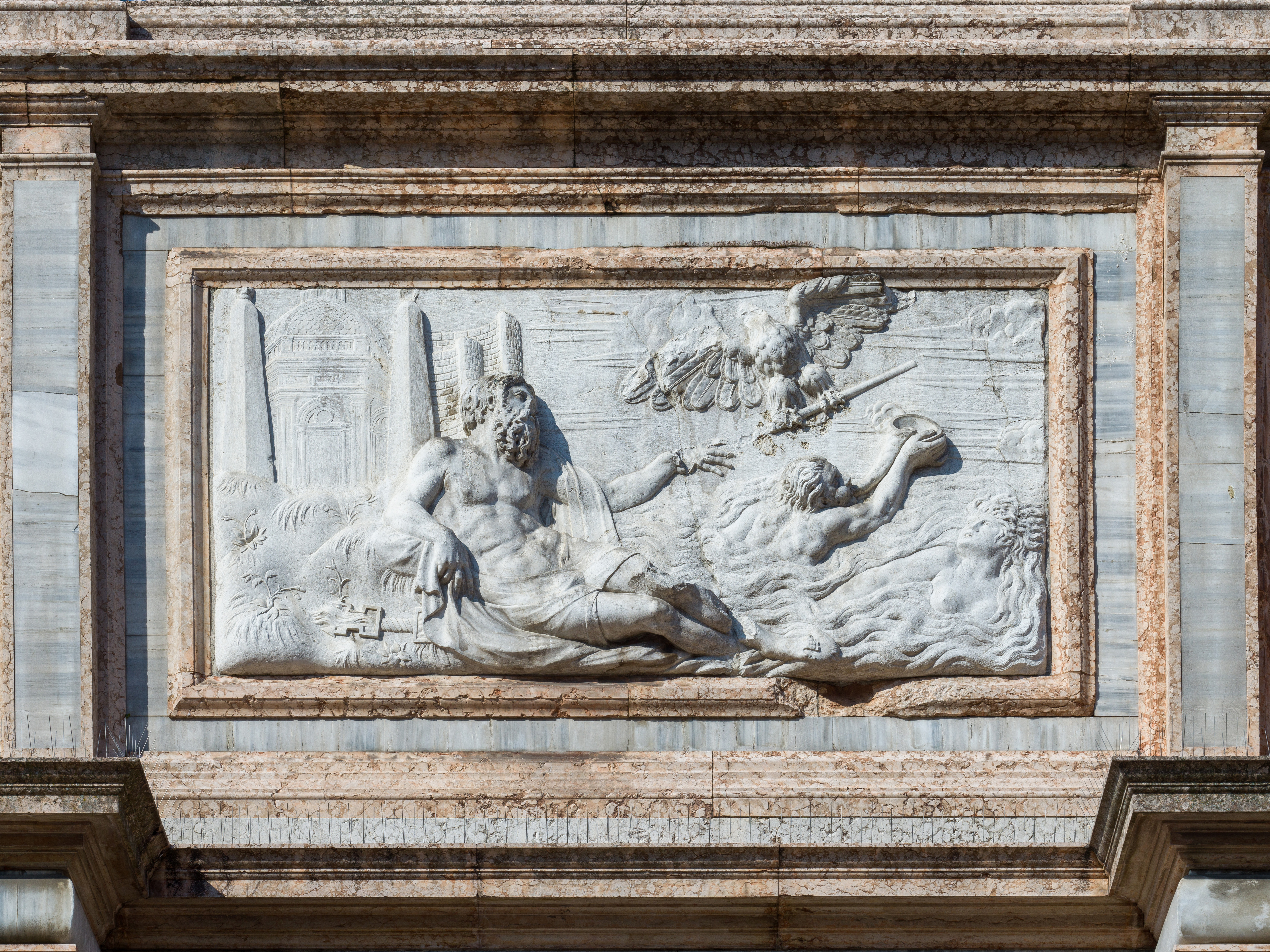
Jupiter comme une allégorie de la Crète.
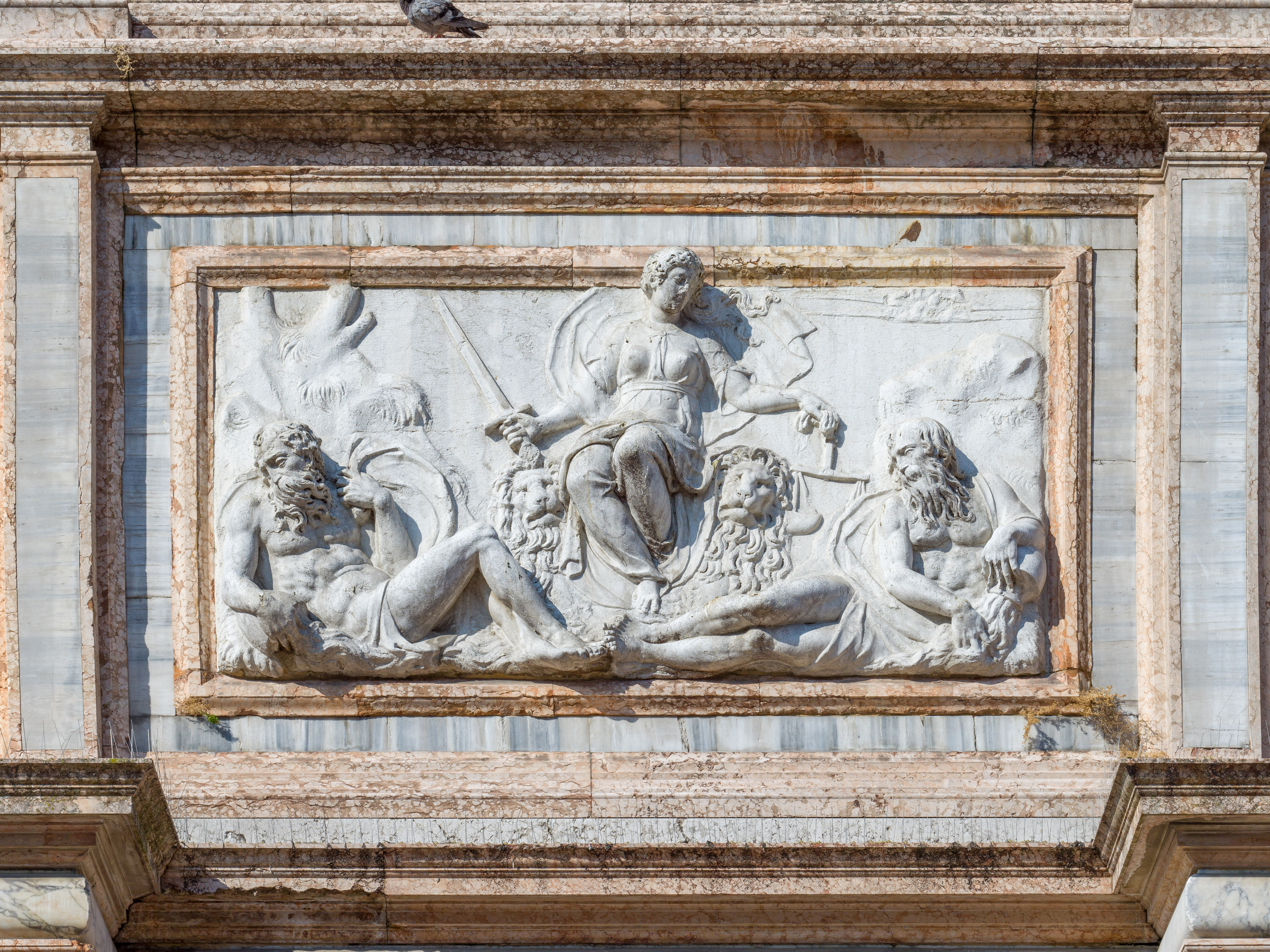
Venise comme Justice.
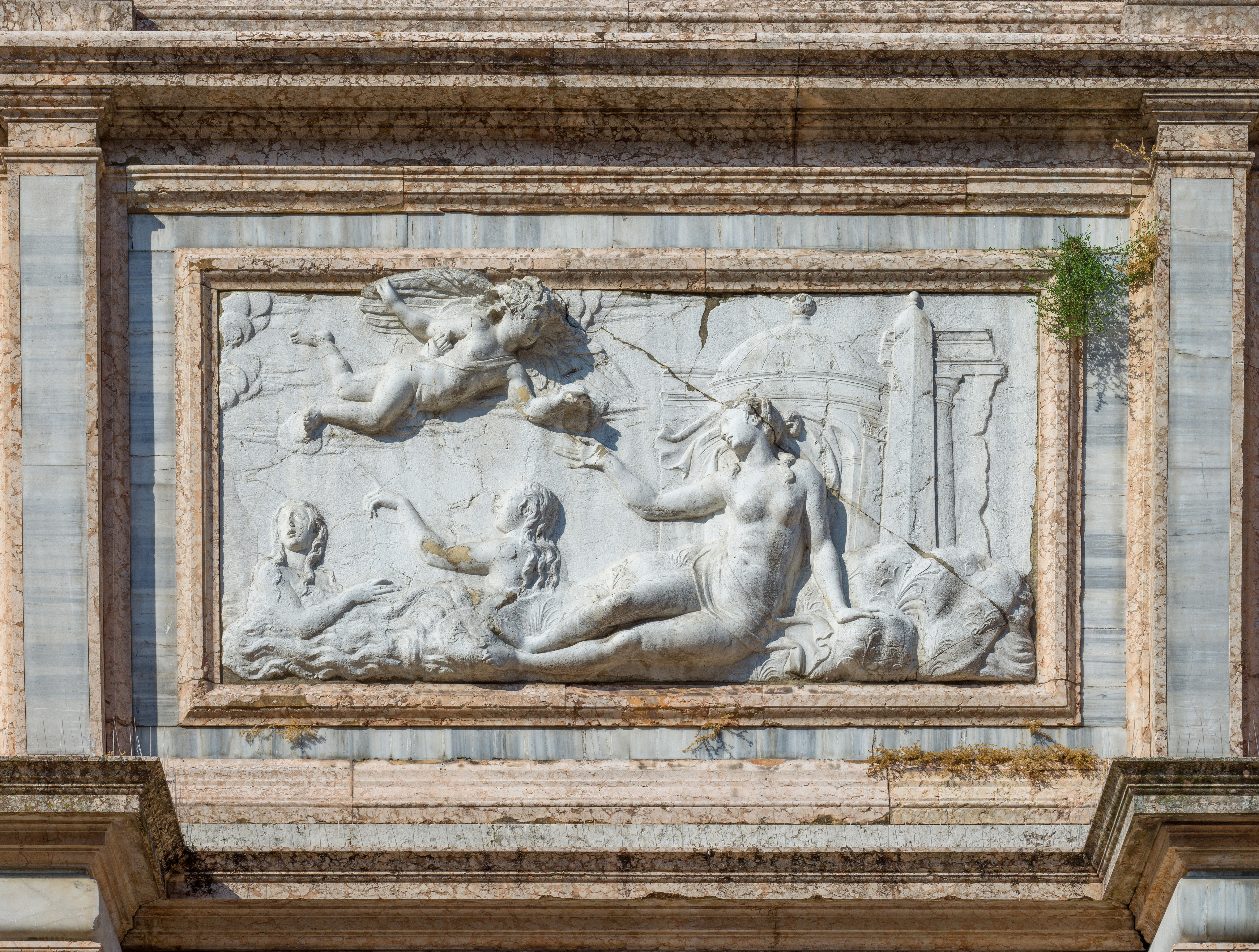
Vénus comme une allégorie de Chypre.

Le relief central montre Venise sous la forme de la Justice avec l'épée et la balance. Elle est assise sur un trône soutenu par des lions en allusion à sa sagesse salomonienne. De chaque côté, la figure est flanquée de deux dieux fluviaux avec de l'eau coulant des urnes en référence à ses territoires sur la terre ferme italienne. La Crète, sous domination vénitienne de 1205 à 1669, est représentée en Jupiter qui a été élevé sur le mont Dicté en Crète et a engendré Minos, le premier roi de l'île. Chypre, annexée à Venise en 1489 et cédée aux Turcs ottomans en 1573, est représentée sous les traits de Vénus qui est née des eaux à proximité de l'île.

### Modifications ultérieures

#### 1653-1663
Parallèlement aux réparations rendues nécessaires après que la foudre ait frappé le campanile, Baldassare Longhena, l'architecte consultant et directeur des bâtiments des procureurs de Saint-Marc de 1640 à 1682, remplace les cinq marches devant la loggetta et les bancs extérieurs par une grande terrasse et une balustrade. Les deux fenêtres latérales sont réduites à des demi-lunettes avec des grilles de fer dans la partie supérieure et des portes sont ajoutées.

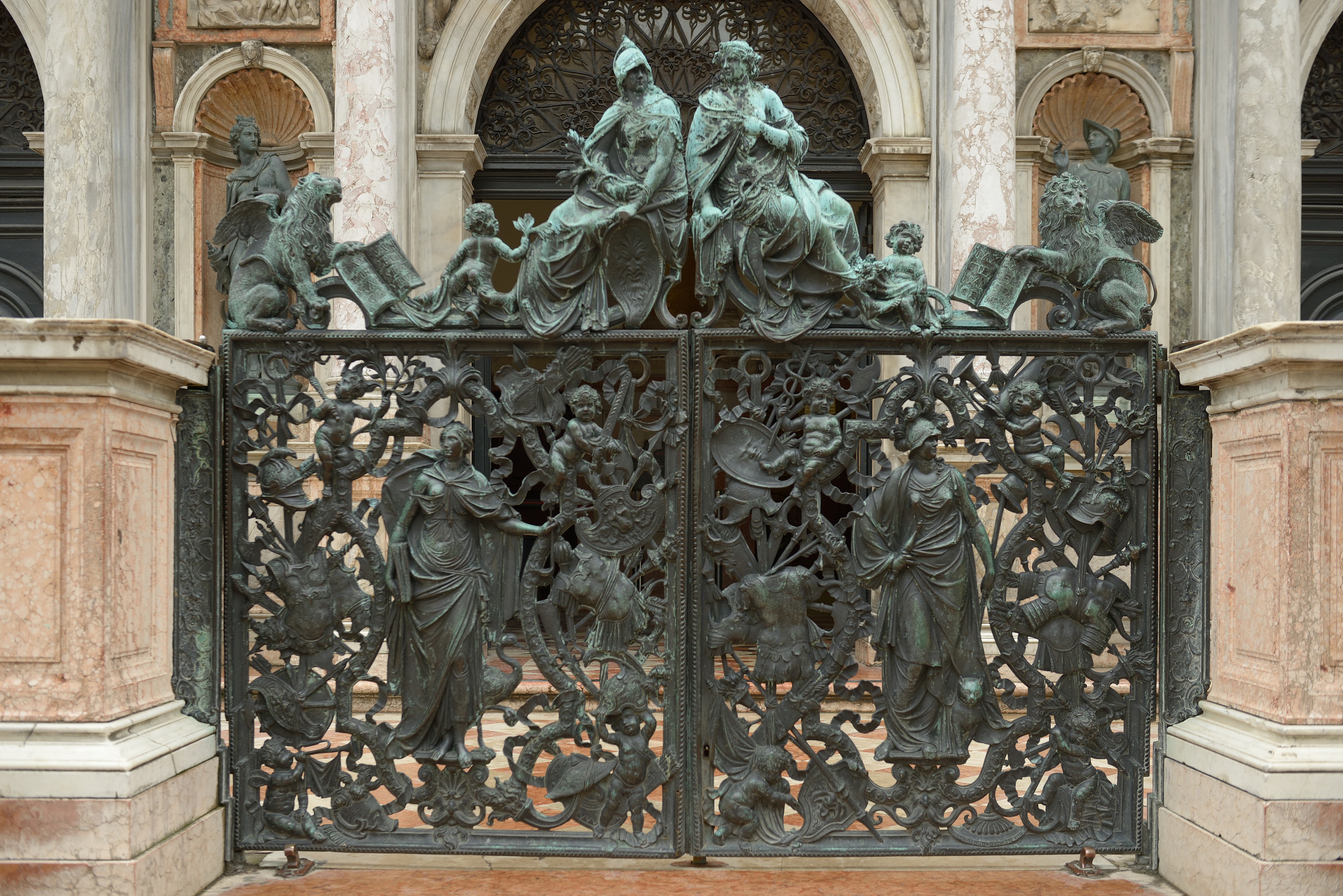
La porte de bronze, faite parAntonio Gai entre 1733 et 1734.

#### 1733-1750
Antonio Gai réalise la porte en bronze (1733-1734) constituée des figures allégoriques de la Vigilance (à gauche avec la lampe allumée et la grue tenant un caillou avec son pied) et de la Liberté (à droite avec le Pileus sur un bâton). La porte est surmontée de la Paix armée (à gauche avec un casque et une branche d'olivier) et de la Liesse publique (à droite avec le caducée et une corne d'abondance).
Giorgio Massari agrandit l'attique entre 1749 et 1750. Les reliefs en marbre des deux putti sur les ailes extérieures de l'élévation sont l'œuvre d'Antonio Gai.

#### 1876-1885
Les constructions qui apportaient des revenus locatifs aux supra procureurs de Saint-Marc, reconstruites en 1550, existèrent jusqu'en 1873, date à laquelle elles sont finalement démolies. Cette démolition expose les murs de briques latéraux qui n'avaient que des fenêtres partielles dans les parties supérieures afin de s'adapter à la structure en appentis en dessous. Il est donc décidé d'étendre les cadres de fenêtre vers le bas en utilisant comme modèle la fenêtre, inspirée de Santa Maria delle Grazie de Bramante à Milan et du nymphée de Genazzano près de Rome, que Sansovino lui-même avait employé pour le maître-autel de l'église San Martino de Castello à Venise.

## Reconstruction

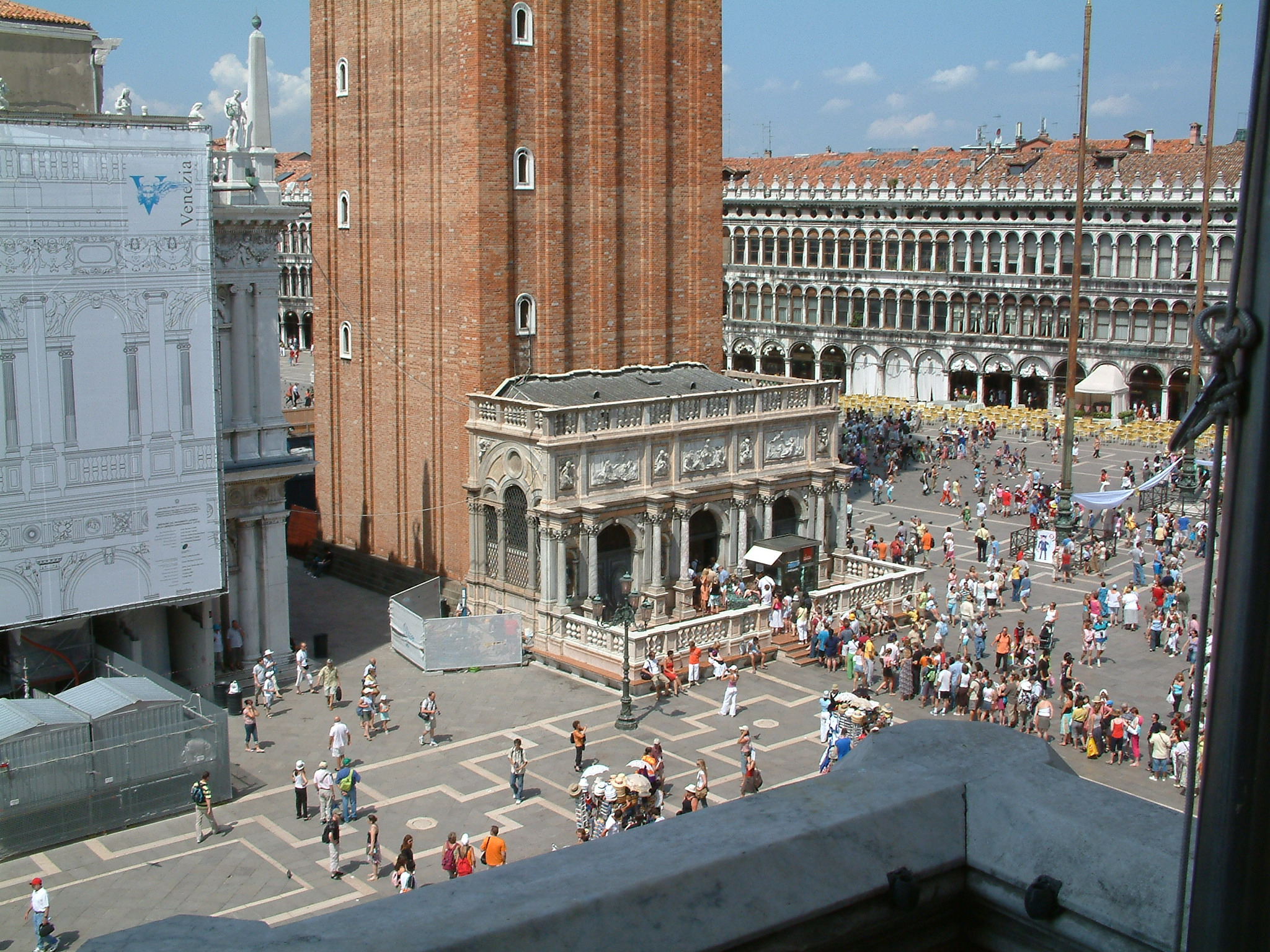
La loggetta reconstruite vue du Palais des Doges.

En 1902, la loggetta a été en grande partie détruite lorsque le campanile s'est effondré. Les éléments récupérables ont été catalogués et intégrés à des pièces de reconstruction. L'ensemble a ensuite été remonté dans la cour du Palais des Doges avant d'être déplacé vers la base du nouveau clocher. La construction a été achevée en 1912.
La Loggetta actuelle est construite avec environ cinquante pour cent des matériaux architectoniques et décoratifs d'origine. Les trois colonnes récupérées sont situées de chaque côté de la porte et à l'avant-dernière position sur la droite. Bien que très abîmés, les reliefs de l'attique sont d'origine à l'exception du putto à l'extrême droite. Les figures du tympan sont également originales, tout comme la plupart des reliefs au-dessus et en dessous des niches.
Au moment de la reconstruction, les côtés, laissés à l'origine en briques apparentes, ont été repensés. Les éléments architecturaux de la façade ont été poursuivis le long des côtés, et les mêmes types de pierre et de marbre que ceux utilisés pour les revêtements de la façade principale ont été appliqués sur les côtés afin de rendre toute la structure homogène.

## Source de traduction
- (en) Cet article est partiellement ou en totalité issu de l’article de Wikipédia en anglais intitulé « Loggetta del Sansovino » (voir la liste des auteurs).

- (it) Cet article est partiellement ou en totalité issu de l’article de Wikipédia en italien intitulé « Loggetta del Sansovino » (voir la liste des auteurs).